# Abde Ezálzúlí
Abdessamad Ezzalzouli (arabul:
عبد الصمد الزلزولي; Beni Mellal, 2001. december 17. –) közismert nevén: Ez Abde, marokkói válogatott labdarúgó, csatár. A La Ligában szereplő Real Betis játékosa.

## Pályafutása

### Korai évei
A marokkói születésű, Abde hétéves korában családjával Spanyolországba költözött, Carrúsba. A szomszédos Elche városában kezdte meg karrierjét a Peña Ilicitana Raval csapatában. Próbálkozott a város legnagyobb klubjában az Elche CF-nél, de nem ajánlottak helyet az akadémiájukon.
2016-ban a Antonio Moreno Domínguez szerződést ajánlott neki a Hércules csapatában, itt U 19-es játékosként kezdte meg karrierjét, de hamar felkerűlt a B csapatba. 2019-ben már a nagycsapatban kapott lehetőséget.

### FC Barcelona
2021. augusztus 31-én igazolta le a katalán együttes, 2024-ig szóló megállapodást kötöttek. Először a B csapatba regisztrálták.
Ahol 5 nappal később a Gimnàstic ellen mutatkozott be a spanyol bajnokság harmadosztályban.

#### A felnőttcsapatban
Október 30-án debütált a Deportivo Alavés elleni 1–1-s bajnokin, a mérkőzés 80. percében Óscar Mingueza-t váltotta. Ő lett a Barca első marokkói születésű játékosa, aki pályára lépett a klub színeiben.
November 27-én a Villarreal CF ellen lépett pályára először kezdőként, amelyen 66 perc játéklehetőséget kapott.
Majd két fordulóval később, december 12-én szerezte meg első találatát a CA Osasuna elleni 2–2-s idegenbeli találkozón.
2022. szeptember első napján plusz két évvel meghosszabbították a szerződését 2026-ig.

#### Osasuna(kölcsön)
2022. szeptember 1-jén megállapodtak a Barcelonával, hogy a 2022/23-as idény végéig a csapat játékosa lesz.
Szeptember 4-én debütált hazai környezetben a Rayo Vallecano elleni 2–1-s bajnokin, csereként a 82. percben Jon Moncayola-t váltva, aztán 8 perccel később asszisztot készített elő Rubén García-nak amellyel megnyerték a találkozót.
2023. január 25-én első gólját szerezte a klub színeiben a Sevilla elleni 2–1-s spanyol kupa mérkőzésen. Ez egy kulcsfontosságú gól volt a 2×15 perces hosszabbítás 99. percében, amivel továbbjutatta csapatát az elődöntőbe.

### Real Betis
2023. szeptember 1-jén jelentette be a klub, hogy 7,50 millió euróért szerződtették öt évre az FC Barcelona együttesétől.

## Válogatott karrier

### Marokkó
2022. szeptember 23-án debütált a felnőttcsapatban hazai környezetben a Chile elleni 2–0-s felkészülési mérkőzés utolsó 8 percében Hakím Zíjes-t váltva.
November 10-én Valíd Regragui szövetségi kapitány nevezte a csapat 26-fős keretébe a 2022-es katari világbajnokságra.
Az első világbajnoki mérkőzését november 23-án játszotta Horvátország ellen.
További két mérkőzésen is pályára lépett csereként, Spanyolország ellen a nyolcaddöntőben, és a Franciaország elleni 2–0-ra elvesztett elődöntő mérkőzésen.

## Statisztika
2023. szeptember 1-i állapot szerint
| Klub              | Szezon           | Bajnokság          | Bajnokság | Bajnokság | Kupa  | Kupa  | Nemzetközi | Nemzetközi | Egyéb | Egyéb | Összes | Összes |
| Klub              | Szezon           | Liga               | Mérk.     | Gólok     | Mérk. | Gólok | !Mérk.     | Gólok      | Mérk. | Gólok | Mérk.  | Gólok  |
| ----------------- | ---------------- | ------------------ | --------- | --------- | ----- | ----- | ---------- | ---------- | ----- | ----- | ------ | ------ |
| Hércules B        | 2019/20          | Tercera División   | 17        | 5         | —     | —     | —          | —          | —     | —     | 17     | 5      |
| Hércules B        | 2020/21          | Tercera División   | 8         | 0         | —     | —     | —          | —          | —     | —     | 8      | 0      |
| Hércules B        | Összesen         | Összesen           | 25        | 5         | —     | —     | —          | —          | —     | —     | 25     | 5      |
| Hércules          | 2019/20          | Segunda División B | 4         | 0         | 1     | 0     | —          | —          | —     | —     | 5      | 0      |
| Hércules          | 2020/21          | Segunda División B | 17        | 2         | 0     | 0     | —          | —          | —     | —     | 17     | 2      |
| Hércules          | Összesen         | Összesen           | 21        | 2         | 1     | 0     | —          | —          | —     | —     | 22     | 2      |
| Barcelona B       | 2021/22          | Primera División   | 20        | 2         | —     | —     | —          | —          | —     | —     | 20     | 2      |
| Barcelona B       | Összesen         | Összesen           | 20        | 2         | —     | —     | —          | —          | —     | —     | 20     | 2      |
| Barcelona         | 2021/22          | La Liga            | 10        | 1         | 1     | 0     | 0          | 0          | 1     | 0     | 12     | 1      |
| Barcelona         | 2023/24          | La Liga            | 2         | 0         | —     | —     | —          | —          | —     | —     | 2      | 0      |
| Barcelona         | Összesen         | Összesen           | 12        | 1         | 1     | 0     | 0          | 0          | 1     | 0     | 14     | 1      |
| Osasuna (kölcsön) | 2022/23          | La Liga            | 28        | 4         | 6     | 2     | —          | —          | —     | —     | 34     | 6      |
| Osasuna (kölcsön) | Összesen         | Összesen           | 28        | 4         | 6     | 2     | 0          | 0          | 0     | 0     | 34     | 6      |
| Real Betis        | 2023/24          | La Liga            | 0         | 0         | 0     | 0     | 0          | 0          | —     | —     | 0      | 0      |
| Real Betis        | Összesen         | Összesen           | 0         | 0         | 0     | 0     | 0          | 0          | 0     | 0     | 0      | 0      |
| KARRIER ÖSSZESEN  | KARRIER ÖSSZESEN | KARRIER ÖSSZESEN   | 106       | 14        | 8     | 2     | 0          | 0          | 1     | 0     | 115    | 16     |

Jegyzetek
1. ↑  Mérkőzése(i) a(z) Supercopa-ban

### A válogatottban
| Marokkó  | Marokkó | Marokkó |
| Év       | Mérk.   | Gólok   |
| -------- | ------- | ------- |
| 2022     | 5       | 0       |
| 2023     | 2       | 0       |
| Összesen | 7       | 0       |